# Sønderborgmotorvejen
De Sønderborgmotorvejen (Nederlands: Sønderborgautosnelweg) is een autosnelweg in Denemarken. De autosnelweg loopt van Sønderborg naar Kliplev. Bij knooppunt Kliplev sluit de weg aan op de Sønderjyske Motorvej tussen Kolding en Flensburg. De weg is op 31 maart 2012 geopend.
De Sønderborgmotorvejen is administratief genummerd als M51. Op de bewegwijzering wordt echter gebruikgemaakt van de Primærrute die over de weg loopt, de Primærrute 8. Deze weg loopt verder naar Nyborg en Tønder.